# Каган, Моисей Самойлович
Моисе́й Само́йлович Кага́н (18 мая 1921, Киев, Украинская ССР — 10 февраля 2006, Санкт-Петербург, Россия) — советский и российский философ

 и культуролог, специалист в области философии и истории культуры, теории ценности, истории и теории эстетики. Доктор философских наук, профессор. Ветеран Великой Отечественной войны.

## Биография
Родился 18 мая 1921 года в Киеве.
В 1938—1941 годах учился на романо-германском отделении филологического факультета Ленинградского государственного университета, который окончил в декабре 1942 года, сдав государственные экзамены.
В 1941 году уходит добровольцем на фронт. Командир отделения 277-го отдельного артиллерийского пулемётного батальона Ленинградского фронта, сержант. В сентябре 1941 года ранен в боях при обороне Ленинграда. После госпиталя работал в Молотове.
В 1944 году после снятия блокады вернулся в Ленинград и поступил в аспирантуру кафедры истории искусства исторического факультета ЛГУ. В 1946 году начал читать курсы теории искусства и эстетики.
В 1948 году под научным руководством И. И. Иоффе защитил диссертацию на соискание учёной степени кандидата философских наук по теме «Французский реализм XVII в.», охватив проявления французского реализма в литературе, живописи, графике и теоретическое обоснование в эстетике и философии. В 1960 году присвоено учёное звание доцента.
В 1966 году защитил докторскую диссертацию по монографии «Лекции по марксистско-ленинской эстетике». В 1970 году присвоено учёное звание профессора.
В 1994 году избран вице-президентом общественной Академии гуманитарных наук.
В 1996 году присвоено почётное звание «Заслуженный деятель науки Российской Федерации». Под его руководством было написано и защищено более 80 кандидатских и 10 докторских диссертаций.
Автор более 600 научных публикаций, включая многие монографии, учебники и эссе. Учебники М. С. Кагана по философии культуры были переведены и опубликованы во многих социалистических странах, а также в КНР.
Был женат на искусствоведе, заслуженном работнике культуры РФ Юлии Освальдовне Каган (1929—2022). Сын Михаил (род. 1967) — предприниматель. Отчим психолога А. М. Эткинда (род. 1955).
Похоронен на Большеохтинском кладбище.

## Научная деятельность
Главной сферой исследований М. С. Кагана было изучение теории и истории искусства, а начиная с 1980-х годов — теории и истории культуры. Методологической основой трудов М. С. Кагана стали творчески воспринятый им марксизм и в особенности — системный анализ, широкие возможности которого в рамках гуманитарного знания последовательно отстаивались учёным в 1970—1980-е гг. В 1990-е годы Каган обратился к синергетическому подходу, методологии междисциплинарных исследований и их использованию в разных областях гуманитарного знания: изучение человеческой деятельности и общения, искусства, культуры, вопросов философской антропологии, аксиологии и онтологии. В последнее десятилетие особое место заняли оригинальные с точки зрения методологии крупные работы по истории мировой культуры и истории культуры Санкт-Петербурга.
Его идеи и исследования сформулированы в его монографиях — «Морфология искусства» (1972), «Человеческая деятельность (опыт системного анализа)» (1974), «Мир общения: проблема межсубъектных отношений» (1988), «Философия культуры» (1996), «Град Петров в истории русской культуры» (1996), «Философская теория ценности» (1997), «Эстетика как философская наука» (1997), мемуарах «О времени и себе» (1998, 2005), сборнике «Искусствознание и художественная критика» (2000), «Се человек: рождение, жизнь и смерть в „волшебном зеркале“ изобразительного искусства» (2000). В последней монографии вопросы философской антропологии рассмотрены через призму изобразительных искусств от первобытности до наших дней.

## Отзывы
Министр культуры СССР Н. А. Михайлов 19 декабря 1956 года сообщал в Отдел культуры ЦК КПСС:

Под флагом борьбы с культом личности и его последствиями он [Каган] выдвинул ошибочное положение о ненужности и беспочвенности какой-либо идеологической борьбы в СССР. Каган прибегал в своей речи к недопустимым, демагогическим сравнениям явлений советской действительности с явлениями феодального и капиталистического общества. Так, например, он говорил, что понимает, зачем была нужна Академия художеств Людовику XIV, Екатерине II и Сталину, но не понимает, зачем и почему она существует сейчас у нас.

Культуролог С. Н. Гавров о М. С. Кагане:

 М. С. Каган — человек внутренней свободы: ему пришлось не просто быть современником советской эпохи, но и своей жизнью, своими научными работами расширять границы возможной тогда свободы, отстаивая её в борьбе со сталинской и послесталинской культурной инквизицией. Он один из тех, кто смогли сначала подтопить, а потом и разбить лед псевдонаучного догматизма, идеологического начетничества, освободить от их удушающего воздействия науку и страну в целом.

По воспоминаниям профессора Г. Л. Тульчинского, Каган слыл «блестящим полемистом» и «большим жизнелюбом», любил кататься на лыжах.

## Научные труды

### Монографии
на русском языке
- Каган М. С. Эстетическое учение Н. Г. Чернышевского. М.-Л., 1958;
- Каган М. С. О прикладном искусстве: Некоторые вопросы теории. Л., 1961;
- Каган М. С. Начала эстетики. М., 1964;
- Каган М. С. Морфология искусства: Историко-теоретическое исследование внутреннего строения мира искусств. Л., 1972;
- Каган М. С. Братья Антуан, Луи и Матье Ле Нэн. М., 1972;
- Каган М. С. Человеческая деятельность (Опыт системного анализа). М., 1974;
- Каган М. С. Социальные функции искусства. Л., 1978;
- Каган М. С. Ладо Гудиашвили. Л., 1983;
- Каган М. С. Мир общения: Проблема межсубъектных отношений. М., 1988;
- Каган М. С. Системный подход и гуманитарное знание: Избр. статьи. СПб., 1991;
- Каган М. С. Град Петров в истории русской культуры. СПб., 1996;
- Каган М. С. Философия культуры. СПб., 1996;
- Каган М. С. Философская теория ценности. СПб., 1997;
- Каган М. С. Эстетика как философская наука. СПб., 1997;
- Каган М. С. Введение в историю мировой культуры. Кн.1. СПб., 2000; Кн.2. СПб., 2001;
- Каган М. С. Искусствознание и художественная критика: Избранные статьи. СПб., 2000;
- Каган М. С. Се человек: Рождение, жизнь и смерть в «волшебном зеркале» изобразительного искусства. СПб., 2001;
- Каган М. С. О времени, о людях, о себе. — СПб.: ИД «Петрополис», 2005. — 308 с.

на других языках
- Kagan M. N. Mensch — Kultur — Kunst. Systemanalytische Untersuchung. Hamburg., 1994;

### Статьи
на русском языке
- Каган М. С. Синергетика и культурология // Синергетика и методы науки. СПб., 1998;
- Каган М. С. К вопросу о соотношении симметрии и асимметрии как способов самоорганизации бытия // Языки науки — языки искусства. — М., 2000;
- Каган М. С. Метаморфозы бытия и небытия // Вопросы философии. — 2001. — № 10.
- Каган М. С. Человек как проблема современной философии
- Каган М. С. И вновь о сущности человека // Отчуждение человека в перспективе глобализации мира. Сб. статей. Выпуск I / Под ред. Маркова Б. В., Солонина Ю. Н., Парцвания В. В. — СПб.: Издательство «Петрополис», 2001. — С. 48—67.
- Каган М. С. Воспроизводство российской интеллигенции как педагогическая проблема.
- Каган М. С. Перспективы развития гуманитарных наук в XXI веке // Методология гуманитарного знания в перспективе XXI века. К 80-летию профессора Моисея Самойловича Кагана. Материалы международной научной конференции. 18 мая 2001 г. Санкт-Петербург. Серия «Symposium». Выпуск № 12. — СПб.: Санкт-Петербургское философское общество, 2001. C. 9—14.
- Каган М. С. Проблема барокко в искусствознании и культурологии // Барокко и классицизм в истории мировой культуры: Материалы Международной научной конференции. Серия «Symposium». Выпуск 17. — СПб.: Санкт-Петербургское философское общество, 2001.
- Каган М. С. Эстетика и синергетика // Эстетика сегодня: состояние, перспективы. Материалы научной конференции. 20—21 октября 1999 г. Тезисы докладов и выступлений. СПб.: Санкт-Петербургское философское общество, 1999. С. 40—42.
- Каган М. С. К истории изучения отношений этического и эстетического // Этическое и эстетическое: 40 лет спустя. Материалы научной конференции. 26—27 сентября 2000 г. Тезисы докладов и выступлений. Санкт-Петербургское философское общество, 2000. — С. 70—72.
- Каган М. С. Воображение как онтологическая категория // Виртуальное пространство культуры. Материалы научной конференции 11—13 апреля 2000 г. Серия «Symposium», выпуск 3. СПб.: Санкт-Петербургское философское общество, 2000. — С. 71—74.
- Каган М. С. Бытие и время в культурологическом контексте (не по М. Хайдеггеру) // Miscellanea humanitaria philosophiae. Очерки по философии и культуре. К 60-летию профессора Юрия Никифоровича Солонина. Серия «Мыслители», выпуск 5. — СПб.: Санкт-Петербургское философское общество, 2001. — С. 75—82.
- Каган М. С. О перспективах развития эстетики как философской науки // Эстетика в интерпарадигмальном пространстве: перспективы нового века. Материалы научной конференции 10 октября 2001 г. Серия «Symposium», выпуск 16. СПб.: Санкт-Петербургское философское общество, 2001. — С. 4—5.
- Каган М. С. Анекдот как феномен культуры. Вступительный доклад // Анекдот как феномен культуры. Материалы круглого стола 16 ноября 2002 г. Санкт-Петербург. СПб.: Санкт-Петербургское философское общество, 2002. С. 5—16.
- Каган М. С. Анекдот как феномен культуры. Заключительное слово // Анекдот как феномен культуры. Материалы круглого стола 16 ноября 2002 г. Санкт-Петербург. СПб.: Санкт-Петербургское философское общество, 2002. С. 53—54.
- Каган М. С. К вопросу об изучении взаимоотношения культур России и Грузии // «Россия и Грузия: диалог и родство культур» / Под ред. В. В. Парцвания — СПб.: Санкт-Петербургское философское общество, 2003. С. 137—141.
- Каган М. С. Общее представление о культуре // Введение в культурологию: Курс лекций / Под ред. Ю. Н. Солонина, Е. Г. Соколова. СПб., 2003. — С. 6—14.
- Каган М. С. К истории формирования и взаимодействия человеческих общностей // Человек: соотношение национального и общечеловеческого. Сб. материалов международного симпозиума (г. Зугдиди, Грузия, 19-20 мая 2004 г.) / Под ред. В. В. Парцвания. — СПб.: Санкт-Петербургское философское общество, 2004. С. 104—110.
- Каган М. С. Обращение к участникам Дней петербургской философии — 2005.

на других языках
- Kagan M. N. An, Science and Technology in the Past, Present and Future // Leonardo. — Vol. 27. — № 5.
- Kagan M. N. Petersbourg, une ville nee des Lumieres // L’Homme des Lumieres. De Pans a Petersbourg. Actes du Colloque International (Auto-mne 1992). — Napoli, 1995.
- Kagan M. N. Postmodernism as Birth of a New Type of Culture. // International Yearbook of Aesthetics. — Vol. 1. — 1996.